# فدراسیون (فناوری اطلاعات)
فدراسیون، گروهی از ارائه‌دهندگان رایانش یا شبکه است که به صورت جمعی بر روی استانداردهای عملکرد توافق دارند.
این اصطلاح ممکن است هنگام توصیف تعامل دو شبکه مخابراتی مجزا و کاملاً جدا از هم که ممکن است ساختار داخلی متفاوتی داشته باشند استفاده شود. همچنین، این اصطلاح ممکن است زمانی که گروه‌ها سعی در واگذاری اختیارات جمعی توسعه به منظور جلوگیری از انشعاب نیز استفاده شود.
در یک ارتباطات مخابراتی میان دو سیستم، نحوه عملکرد داخلی سیستم‌های مختلف ارتباطی به وجود فدراسیون ندارد.
پیوند دادن دو شبکه مجزا:
- یاهو! و مایکروسافت اعلام کردند که یاهو! مسنجر و پیام‌رسان MSN قابلیت هم‌کنش‌پذیری خواهند داشت.[۲]

اقتدار جمعی:
- کنسرسیوم MIT X در سال ۱۹۸۸ برای جلوگیری از ایجاد انشعاب در توسعه سامانه پنجره اکس تأسیس شد.
- اوپن‌آی‌دی، نوعی هویت فدرال است.

در سیستم‌های شبکه‌ای، فدرالیزه بودن به این معنی است که کاربران یک شبکه قادر به فرستادن پیام به شبکه دیگر هستند. این ویژگی متفاوت است از داشتن کاربری که بتواند با هر دو شبکه کار کند بلکه کاربر می‌تواند مستقلاً با هر دو شبکه تعامل داشته باشد. به عنوان مثال در سال ۲۰۰۹، گوگل به کاربران جی‌میل اجازه داد که از جی‌میل وارد حساب پیام‌رسان فوری ای‌اوال (AIM) خود شوند. کاربر نمی‌تواند پیامی از حساب جی‌تاک یا حساب اکس‌ام‌پی‌پی (که دارای ساختار فدراسیون s2s است و گوگل/جی‌تاک در حالت فدرال می‌تواند با آن ارتباط برقرار کند، اما پیاده‌سازی فیس بوک و MSN زنده از آن پشتیبانی نمی‌کند) به AIM فرستاد یا دریافت کرد. در ماه مه ۲۰۱۱، AIM و جی‌میل فدرال شدند که در نتیجهٔ آن، کاربران هر شبکه این امکان را یافتند تا یکدیگر را به گفتگو اضافه کرده و با هم ارتباط برقرار کنند.